# M202 FLASH
M202 肩射式火焰進攻武器（FLame Assault SHoulder Weapon，FLASH）是一款美製火箭發射器，設計旨在取代直至1960年代仍被美軍廣泛運用的二戰時期火焰噴射器（如M1與M2火焰噴射器）。M202基於原型XM191凝固汽油彈火箭發射器發展而成，後者曾在越南戰爭期間進行過大量測試。

## 規格
M202A1具有四個發射管，可裝載66毫米口徑燃燒火箭彈。其使用的M74火箭配有M235彈頭，每個彈頭內裝有約0.61千克（1.34英磅）的燃燒劑。與一般認識不同，M235彈頭使用TPA而非凝固汽油作燃燒劑。
TPA即經過聚異丁烯增稠的三乙基鋁（TEA）。三乙基鋁是一種有機金屬化合物，性質極不穩定，具有遇空氣即自燃的特性，燃燒溫度可達1,200°C（2,192°F）。三乙基鋁燃燒時發出耀眼白光，放熱遠勝汽油或凝固汽油，無需接觸，僅憑熱輻射即可燒傷皮膚。
M202使用與M72 LAW口徑相同的火箭，因此理論上它也可以用來發射HEAT反坦克火箭；實際上XM191就具有此能力。不過，對於M202並沒有開發過相應改裝。
M202設計從右肩發射，發射時可採取站、蹲或臥姿。M202可同時發射四枚火箭。發射後通過彈匣裝填。
若四枚火箭同時發射，M202A1對於下列目標有50%的命中率：
- 地堡空隙：50米
- 窗戶：125米
- 固定武器或靜止車輛：200米
- 班級編隊：500米

## 運用

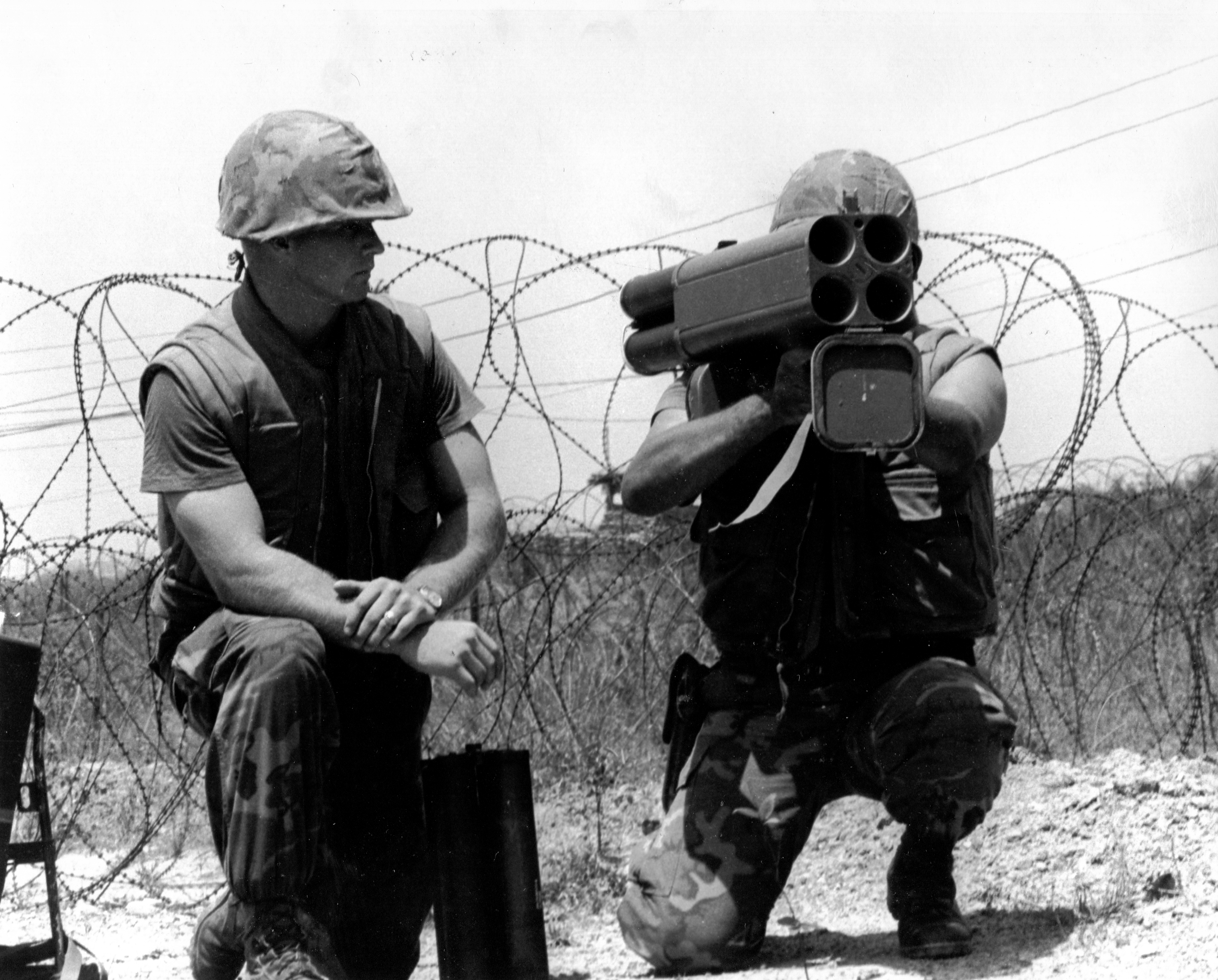
一名正在使用M202的美軍士兵

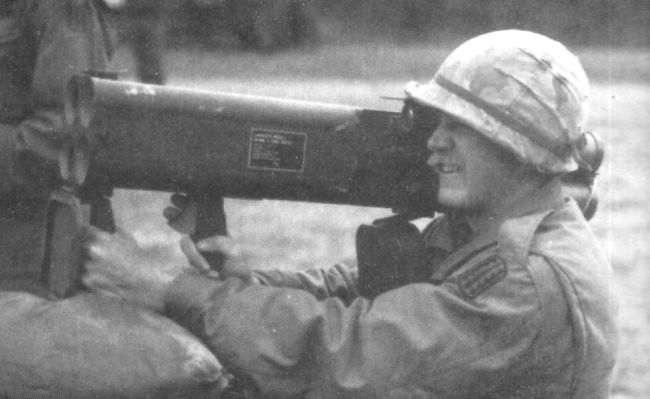
一名正在使用M202的美軍士兵

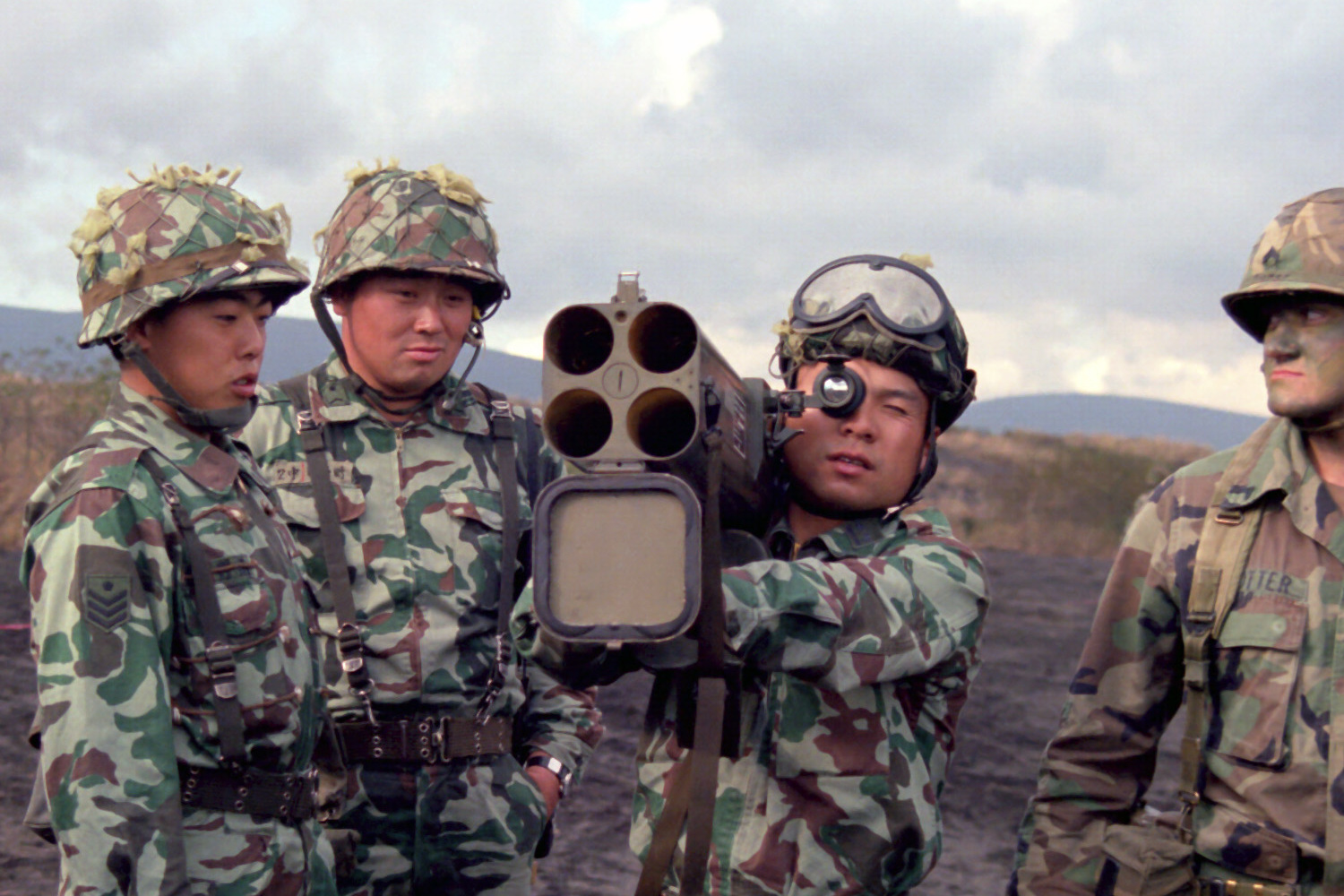
一名正在使用M202A1的日本陸上自衛隊士兵

M202A1在作戰需要時發放，雖然每步槍連配發有九門，每步槍排通常只配發一門。與許多火箭發射器相同，M202沒有專門訓練的射手，而一般由一名步槍兵攜帶。儘管M202比起M2火焰噴射器要輕便許多，但對於攜帶者仍是個不小的負擔，而且其彈藥還有可靠性問題。結果從1980年代中期起M202就鮮少被使用，但名義上其仍是美國陸軍制式裝備。
在近期的武裝衝突中，美國軍隊開始更廣泛的運用熱壓彈。但阿富汗戰爭期間M202A1還是出現在了美軍制式裝備的名單裏。

## 使用國家
- ：大韓民國陸軍
- 美国：美國陸軍

## 流行文化

### 電影
- 1985年—：型號為M202A1 FLASH，由約翰·馬特里克斯（阿諾德·施瓦辛格飾）所使用。
- 2014年—：型號為M202A1 FLASH，由一名敵軍所使用。

### 電子遊戲
- 1996年—《惡靈古堡》：
- 2002年—《惡靈古堡 重製版》：
- 2010年—：型號為M202A1 FLASH，被命名為「死神」（英語：Grim Reaper），奇怪地會於1960年代出現。在戰役模式中由美軍援越司令部研究觀察團所使用，而在聯機模式中則為連殺獎勵武器。
- 2019年—《惡靈古堡2》：在遊戲中的名稱爲「反坦克火箭筒」（英語：Anti-tank Rocket）。里昂篇的最終武器，配備有四發彈藥。
- 2020年—《絕地求生》火力全开2.0：命名為“M202四聯火箭筒”，只能在據點或超级武器箱中獲得。

## 備註
1. ↑  TC 23-2 66 mm Rocket Launcher M202A1. US Army Manual, April 1978 (via Scribd)
2. ↑  XM1060 40mm Thermobaric Grenade （页面存档备份，存于）. GlobalSecurity.org, 25 November 2005. Accessed 27 May 2010.
3. ↑  Hambling, David (May 15, 2009). "U.S. Denies Incendiary Weapon Use in Afghanistan" （页面存档备份，存于）. Wired.com. Accessed 27 May 2010.

## 外部連結
- Image of the XM191 in testing （页面存档备份，存于） at Footnote Viewer (footnote.com)
- M202A1 Flame Assault Shoulder Weapon (Flash) （页面存档备份，存于） at Gary's U.S. Infantry Weapons Reference Guide]
- 66 mm Incendiary Rocket M74 （页面存档备份，存于） at Designation Systems
- TC 23-2 66 mm Rocket Launcher M202A1 （页面存档备份，存于）—US Army Manual, April 1978 (via Scribd)
- M202 FLASH grenade launcher / flamethrower at Modern Firearms
- M202 FLASH on Youtube （页面存档备份，存于）